# جسر أنتيوك

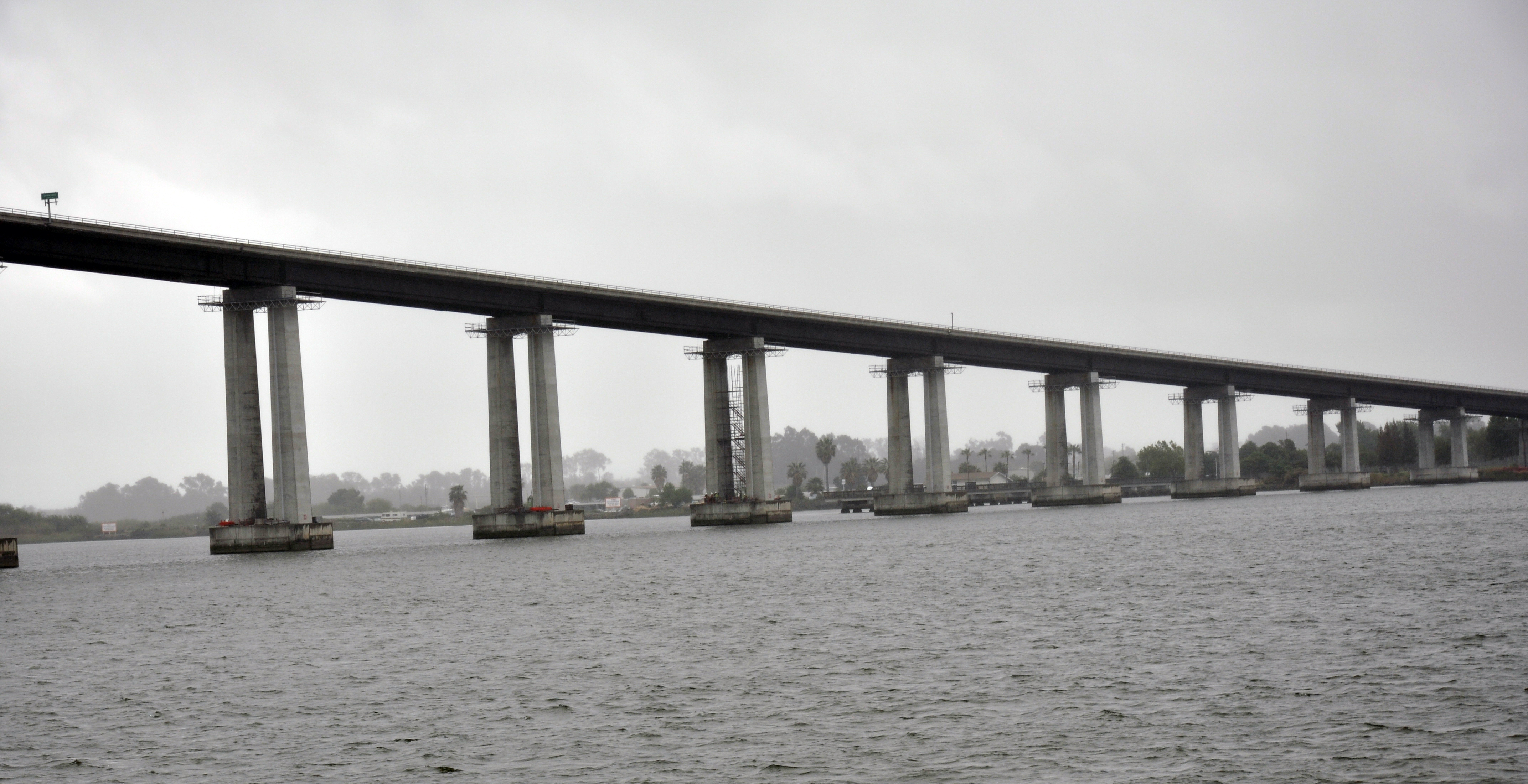
جسر انتيوك, كاليفورنيا

جسر أنتيوك جسر يقع في منطقة خليج سان فرانسيسكو بالولايات المتحدة الأمريكية، وهو يصل بين مدينتي أنتيوك ومقاطعة ساكرامينتو.